# Lazzaro Cattaneo
Lazzaro Cattaneo, (en xinès 郭居静 -Guō Jūjing) (1560 - 1649) jesuïta italià, músic, missioner a la Xina durant els darrers anys de la Dinastia Ming.

## Biografia
Va néixer el 27 de febrer de 1560 (segons algunes biografies el 1568) a Sarzana a la Toscana, en una família noble.
Va entrar al noviciat de Sant Andreu de Roma de la Companyia de Jesús el 27 de febrer de 1581. Va fer els vots el 26 de febrer a Canton.
L'1 d'abril de 1581 va embarcar a Lisboa cap a Goa, on va arribar-hi el 1589, per seguir cap a Macau. on hi va estar durant dos anys.

### Activitat a la Xina

#### Estada a Macau
El juliol de 1597 va anar a Macau, va assistir a l'escola de la Companyia de Jesús, establerta el 1572, per a estudis de xinès, allí va romandre fins al desembre del mateix any, i posteriorment hi va passar diferents temporades (1599, 1601,1602). Va viatjar a Malaca el 1604.
Aquests viatges continus a Macau, van suscitar sospites xineses sobre Cattaneo, en un moment en què els preparatius portuguesos per reforçar les defenses de la seva colònia contra els holandesos semblaven més aviat dirigits contra la Xina. Segons fonts occidentals, els rumors que atribueixen als portuguesos la intenció de conquistar Xina amb un exèrcit va provocar el 1606 l'adopció de mesures d'emergència per part de les autoritats xineses de Canton i el bloqueig de la colònia de Macau. Al cap d'un temps, però, aquestes acusacions van resultar infundades i les relacions entre xinesos i portuguesos van tornar a la normalitat. Lliure de sospites, Cattaneo va poder tornar a la Xina. Des de setembre de 1608 fins a 1610 va estar a Xangai. convertir a la fe catòlica i del qual va batejar tota la família.

#### Estada a Huangzhou
El 1611,el nou superior Niccolò Longobardo va enviar Cattaneo a Hangzhou per fundar una residència jesuïta, amb el francès Nicolas Trigault i el portuguès Sebastião Fernandes.
El 1620 va tornar a Hangzhou on hi va passar la resta de la seva vida i on va morir el 19 de gener de 1649.

#### Relació amb Matteo Ricci
Cattaneo es va unir a Matteo Ricci a Guangdong, el 1594, després d'haver passat un any a Macau. Originalment havia d'anar cap al Japó, però va ser redirigit a Macau pel Visitador Alessandro Valignano. Va acompanyar Ricci en el seu primer viatge a Pequín, arribant el 7 de setembre de 1598 amb l'esperança d'establir una missió allà, però no va aconseguir obtenir una audiència imperial i van marxar dos mesos més tard. Va tornar a Nanking, on va romandre fins a caure malalt i va marxar per Macao en 1603.
La trobada de Cattaneo amb Matteo Ricci va comportar un canvi important en l'actuació dels jesuïtes; Cattaneo va obtenir el permis d'Alessandro Valignano per poder canviar la vestimenta utilitzada fins al moment que d'alguna forma els confonia amb monjos budistes. El lletrat xinès Qu Taisu els recomanà que calia adaptar-se a la societat xinesa i els va suggerir que es vestissin com els lletrats xinesos i es deixessin créixer la barba i els cabells, també que es presentessin com a homes de cultura. D'alguna forma es va iniciar el que s'ha denominat com el mètode "Ricci Valignano" que tenia en compte la cultura, l'idioma i costums locals, orientació que al Japó va permetre ampliar una comunitat cristiana que ja era molt significativa. El mètode de forma simplificada es pot resumir en quatre eixos:
1. Adaptació a les maneres de fer locals
2. Centrar l'actuació en les elits locals i nacionals
3. Evangelització indirecta mitjançant la introducció de la ciència i la tecnològia occidentals
4. Obertura als valors xinesos

#### Ortografia xinesa
El 1598-99, Cattaneo va col·laborar amb Ricci i Sebastián Fernandes en el segon diccionari xinès de Ricci en una llengua occidental. El primer diccionari de Ricci no havia donat cap indicació sobre els tons essencials pel significat del mandarí i va ser Cattaneo qui va inventar el sistema de cinc marques de to en aquest diccionari, ara perdut.
El sistema tonal de Cattaneo va ser utilitzat en un dels primers sistemes de romanització, el de Nicolas Trigault, el 1626, i adoptat el 1656 per Martino Martini en la seva, la més antiga gramàtica occidental de xinès. Va aparèixer de nou en la traducció de Michal Boym i va ser l'obra que va servir de base pel treball de Étienne Fourmont, de 1737, "Linguae Sinarum mandarinicae hieroglyphicae gramatical duplex patine et cum characteribus Sinensium".

#### Cattaneo músic
Dotat d'una bona cultura musical, va ensenyar a tocar el clavicordi a Diego de Pantoja a Nanjing. Pantoja, per ordre de l'emperador Wanli, posteriorment va transmetre aquesta habilitat a quatre eunucs que van ser els primers membres de la cort imperial a aprendre la música occidental.